# Redditch United FC
Redditch United FC (celým názvem: Redditch United Football Club) je anglický fotbalový klub, který sídlí ve městě Redditch v nemetropolitním hrabství Worcestershire. Založen byl v roce 1891 pod názvem Redditch Town FC. Od sezóny 2018/19 hraje v Southern Football League Premier Division Central (7. nejvyšší soutěž). Klubové barvy jsou červená a černá.
Své domácí zápasy odehrává na stadionu The Valley s kapacitou 5 000 diváků.

## Historické názvy
Zdroj: 
- 1891 – Redditch Town FC (Redditch Town Football Club)
- 19?? – Redditch FC (Redditch Football Club)
- 1971 – Redditch United FC (Redditch United Football Club)

## Získané trofeje
- Worcestershire Senior Cup ( 6× )
  - 1893/94, 1929/30, 1974/75, 1975/76, 2007/08, 2013/14
- Birmingham Senior Cup ( 5× )
  - 1924/25, 1931/32, 1938/39, 1976/77, 2004/05
- Staffordshire Senior Cup ( 1× )
  - 1990/91

## Úspěchy v domácích pohárech
Zdroj: 
- FA Cup
  - 1. kolo: 1971/72, 1989/90
- FA Trophy
  - 4. kolo: 1998/99

## Umístění v jednotlivých sezonách
Stručný přehled
Zdroj: 
- 1921–1929: Birmingham & District League
- 1946–1953: Birmingham Combination
- 1953–1954: Birmingham & District League
- 1954–1955: Birmingham & District League (Southern Section)
- 1955–1956: Birmingham & District League (Division One)
- 1956–1960: Birmingham & District League (Division Two)
- 1960–1962: Birmingham & District League
- 1962–1965: West Midlands Regional League
- 1965–1972: West Midlands Regional League (Premier Division)
- 1972–1976: Southern Football League (Division One North)
- 1976–1979: Southern Football League (Premier Division)
- 1979–1980: Alliance Premier League
- 1980–1986: Southern Football League (Midland Division)
- 1986–1989: Southern Football League (Premier Division)
- 1989–1999: Southern Football League (Midland Division)
- 1999–2004: Southern Football League (Western Division)
- 2004–2011: Conference North
- 2011–2018: Southern Football League (Premier Division)
- 2018– : Southern Football League (Premier Division Central)

Jednotlivé ročníky
Zdroj: 
Legenda: Z – zápasy, V – výhry, R – remízy, P – porážky, VG – vstřelené góly, OG – obdržené góly, +/- – rozdíl skóre, B – body, červené podbarvení – sestup, zelené podbarvení – postup, fialové podbarvení – reorganizace, změna skupiny či soutěže
| Sezóny  | Liga                                                | Úroveň | Z  | V  | R  | P  | VG | OG  | +/- | B  | Pozice |
| ------- | --------------------------------------------------- | ------ | -- | -- | -- | -- | -- | --- | --- | -- | ------ |
| 2009/10 | Conference North                                    | 6      | 40 | 10 | 8  | 22 | 49 | 83  | -34 | 38 | 19.    |
| 2010/11 | Conference North                                    | 6      | 40 | 2  | 8  | 30 | 30 | 105 | -75 | 9  | 21.    |
| 2011/12 | Southern Football League (Premier Division)         | 7      | 42 | 14 | 9  | 19 | 45 | 50  | -5  | 51 | 15.    |
| 2012/13 | Southern Football League (Premier Division)         | 7      | 42 | 12 | 7  | 23 | 32 | 65  | -33 | 43 | 19.    |
| 2013/14 | Southern Football League (Premier Division)         | 7      | 44 | 20 | 3  | 21 | 68 | 85  | -17 | 63 | 10.    |
| 2014/15 | Southern Football League (Premier Division)         | 7      | 44 | 21 | 12 | 11 | 73 | 44  | +29 | 75 | 6.     |
| 2015/16 | Southern Football League (Premier Division)         | 7      | 46 | 24 | 15 | 7  | 82 | 37  | +45 | 84 | 2.     |
| 2016/17 | Southern Football League (Premier Division)         | 7      | 46 | 13 | 11 | 22 | 54 | 75  | -21 | 50 | 17.    |
| 2017/18 | Southern Football League (Premier Division)         | 7      | 46 | 15 | 10 | 21 | 73 | 73  | 0   | 55 | 14.    |
| 2018/19 | Southern Football League (Premier Division Central) | 7      | 42 |    |    |    |    |     |     |    |        |